# BarnSamariten
BarnSamariten vilar på en kristen värdegrund och FN:s deklaration om mänskliga rättigheter. Hjälporganisation grundades den 17 mars 1980, på initiativ av dalslänningen Tore Kratz. 
BarnSamariten bedriver gatubarnsprojekt, utbildningsprojekt, hjälp till självhjälp, hälso- och sjukvård, och fadderverksamhet för nödställda eller övergivna barn på skolor, kriscenter, daghem och familjehem.
BarnSamariten har utvecklingssamarbete i fem länder: Portugal, Etiopien, Brasilien, DR Kongo och Zambia. 
BarnSamaritens önskan och vision är att få vara med och förbättra livet för barn och familjer som har det svårt på olika sätt. Vi vill på vårt sätt vara med och förändra världen. Genom utbildning, hälso- och sjukvård, daghem, kriscenter, gatubarnsprojekt, matutdelning, hjälp till självhjälp, kvinnoprojekt, upplysande verksamhet med mera, öppnar vi dörren till en bättre värld. Tillsammans med våra samarbetspartners vill vi bidra till att göra vårt för att världen ska bli bättre.
BarnSamariten har 90-konto. BarnSamariten finansieras uteslutande genom insamlade gåvor, främst från privatpersoner, men också från kyrkor, skolor, föreningar, företag och Second Hand-butiker.